# Mera (DC Comics)
Mera é uma super-heroína do universo DC Comics, conhecida por ser princesa do reino de Xebel e rainha de Atlântida, sendo esposa do Aquaman. A personagem surgiu pela primeira vez em 1963, na HQ #Aquaman #11 e foi criada por Jack Miller e Nick Cardy. Mera ficou em 81º lugar na lista das 100 mulheres mais sexy dos quadrinhos da revista Comics Buyer's Guide.. No cinema, a heroína é interpretada por Amber Heard.

## História da publicação
A primeira aparição de Mera foi durante a Era de Prata em Aquaman #11, definindo o seu lugar de origem como a misteriosa "Dimensão Água". No entanto, durante o crossover Brightest Day, foi revelado que a misteriosa Dimensão Água era na verdade uma colônia penal extra-dimensional conhecida como Xebel, um lugar de exílio para uma antiga facção da população do povo atlante, banido juntamente com seus descendentes depois de uma das muitas guerras civis na submersa Atlântida.

## Biografia fictícia do personagem
Mera é a antiga Rainha da Dimensão Aqua (Xebel), Rainha da Atlântida e esposa do super-herói da DC Comics Aquaman . Mera também tem uma irmã gêmea chamada Hila . 
Em sua primeira aparição cronológica, Mera está a fugir do criminoso Leron, que tomou o controle de seu reino, quando ela chega na Terra e encontra Aquaman e Aqualad , que prometem ajudá-la. Leron captura-os, aprisionando Aquaman e Mera em Dimension Aqua. Ajudado pelo espírito de água conhecido como Quisp , Aquaman consegue libertar Mera e derrota Leron. Mera abdica o trono de Xebel para a rainha Vlana e volta para a Atlântida para se casar com Aquaman. Logo depois, eles tiveram um filho chamado Arthur Curry, Jr., também conhecido como Aquababy.
Poucos anos depois, Manta Negra raptou Aquababy e o prendeu dentro de um tanque translúcido projetado para sufocá-lo. Desesperado para salvar seu filho, Vulko manda Mera em uma cruzada ambiciosa para seu mundo natal para encontrar o cientista Xebel, que tem os componentes para um dispositivo de cura especial que poderia salvar seu filho. Quando ela chega, ela descobre que seu reino foi assumido pelo traidor Leron, que tomou Sebel como refém, lançando-o e os artefatos no Grande Poço. Mera brava o poço e derrota Leron e seus monstros elementares para recuperar o dispositivo. Infelizmente, ela volta a Atlântida muito tarde, encontrando seu filho morto. 
Embora a morte de seu filho tenha criado uma fenda entre Aquaman e Mera, eles tentaram se mudar para uma cidade inundada na costa leste para começar uma nova vida juntos. Foi durante esse tempo que Aquaman deixou de reformar a Liga da Justiça em Detroit. Tornando-se mais instável com o sofrimento, ela estava comprometida com um asilo na Atlântida. Pouco depois, uma força alienígena de medusa gigante consciente tomou o controle da cidade. Durante a batalha de Aquaman para libertá-los, Mera escapa e ataca-o salvajemente, culpando seus "genes fracos" pela morte de seus filhos.
Ao se defender, ele acidentalmente a empurra para um pedaço de metal virado para cima. Crendo sua morte, ele a colocou dentro de um caixão e foi levada ao palácio real. No entanto, ela sobreviveu, devido à sua fisiologia alienígena. Subindo de seu caixão, ela lembra amargamente a Aquaman o quão pouco ele realmente sabia dela. Já não vendo nenhum motivo para permanecer na Terra, Mera deixa o Atlantis e retorna ao Dimension Aqua. 

### Novas origens
Em O Dia Mais Claro a origem de Mera é revisada com novas revelações, expandindo alguns elementos e anulando outros como enganos e mentiras alimentados a Aquaman pela própria Mera. Em vez de ser a Rainha da Dimensão Aqua, Mera é agora a princesa mais velha de Xebel, uma colônia penal extradimensional esquecida para um antigo grupo de Atlantes separatista , banidos por trás de um portal selado no Triângulo das Bermudas. 
Treinada desde o nascimento ao lado de Siren, sua irmã caçula, Mera foi enviada pelo Rei de Xebel, que não conseguiu enviar mais de um soldado de cada vez através de uma pequena fissura no espaço-tempo para o universo principal. Eles deveriam enfrentar o atual rei da Atlântida e matá-lo em retaliação pelo exílio de seus povos comuns. No entanto, o plano falhou quando Mera realmente se apaixonou por Arthur, deliberadamente escolhendo continuar reivindicando sua história de capa como seu passado real para evitar fricções com ele.
No entanto, em várias ocasiões, como a morte de Aquababy, o ódio profundo de Mera para a Atlântida e sua família real foi reiniciado, provocando os ataques de aparente insanidade e ataque de raiva em seu marido por sua "fraqueza". Também é sugerido que Manta Negra teve uma disputa duradoura com o povo de Xebel; apesar de Aquaman acreditar que durante anos foi a causa da morte de Aquababy, Mera ainda pensa que seu filho foi morto para voltar a sua família biológica. 
Durante uma das várias tentativas de escapar em massa do portal do Triângulo das Bermudas, as pessoas de Xebel são convidadas a capturar e experimentar em vários moradores da terra, incluindo o futuro Manta Negra. Durante esses experimentos extenuantes, nasceu um jovem híbrido, filho de Manta Negra e uma mulher sem nome. Enquanto o pai de Mera queria experimentar com a criança, usando sua natureza híbrida para escapar da barreira, Mera teve piedade do pequeno Kaldur'ahm e, acrescentando uma nova razão de fricção entre ela e sua família biológica, sequestrou Kaldur'ahm para lhe dar para uma família atenciosa na superfície. Mera não encontrou Kaldur'ahm novamente por muitos anos, até um agora adolescente Kaldur'ahm foi descoberto pelo exército Xebel, obrigando Mera a retornar em sua ajuda.

### Retorno da Rainha
Durante o Aquaman de Peter David , na década de 1990, Mera revela-se na dimensão infernal chamada Netherworld, onde ela é lavada por Thanatos [14], um antigo inimigo de seu marido. O tempo passa de forma diferente no Netherworld e, aparentemente, teve um segundo filho a quem ela se refere como "AJ". AJ parece ter cerca de 8 a 10 anos e não se sabe se seu pai é Aquaman ou Thanatos.
Eventualmente, Mera e AJ se libertam do controle de Thanatos, mas descobrem que não podem permanecer na Terra devido ao envelhecimento acelerado da AJ. Mera e AJ novamente deixam a Terra para partes desconhecidas. Quando mostrado mais tarde na série, Mera e AJ estão no Oceanid, um mundo aquático que está sendo explorado por alienígenas por seus recursos. Mera e AJ se juntam com Aquaman para derrotar os alienígenas e Mera escolhe ficar com seu ex-marido na Atlântida, enquanto AJ permanece atrás na Oceanid para atuar como seu protetor e campeão, assumindo o papel de Aquaman.
Mera e Arthur finalmente se reconciliam, vivem na Atlântida e continuam a ter aventuras juntas, incluindo uma viagem a Skartaris , onde se juntam com Travis Morgan, The Warlord . Eles parecem formar uma verdadeira família real junto com Tempest (Garth of Shayeris) e sua esposa, Dolphin (o antigo amante de Aquaman). Mera participa na entrega do filho de Garth e Dolphin, Cerdian , durante este período pacífico. Infelizmente, a felicidade da família Aqua é cortada devido aos eventos retratados na história de "Obsidian Age", Infinite Crisis e " One Year Later " da DC .
Na sequência destes eventos, Mera mostra-se liderando uma facção rebelde na reconstrução da Atlântida, que foi destruída pelo Specter in Infinite Crisis . Mera aparece na série Aquaman: Sword of Atlantis durante a qual Aquaman (tendo sido transformado no Dweller of the Depths durante a mini-série da Segunda Guerra Mundial da DC ) parece perecer. Membros da JLA visitam Atlantis para dar suas condolências e Mera não é referenciada nos quadrinhos da DC até a história do "Prelúdio para a noite mais negra " nos titãs # 15, onde é revelado que está de luto por Arthur. Esta história também revela que Dolphin e Cerdian morreram durante a destruição da Atlântida.

### A Noite Mais Densa
No enredo da Noite Mais Negra , a pedido da Tempestade , Mera relutantemente permite que os restos de Aquaman sejam devolvidos à Atlântida. Antes que eles possam fazer isso, eles são atacados por Aquaman, Tula e Dolphin que foram reanimados como Black Lanterns . Mera e Tempest batalha eles, mas estão sobrecarregados pelo seu poder. Tempest é morto por Tula e transformado sumariamente em uma lanterna negra também. Uma Mera irritada consegue escapar e foge para o Salão da Justiça . Ela envia um sinal de socorro, e Firestorm ( Jason e Gehenna ) vêm em sua ajuda.
Ela revela que ela conseguiu evadir as lanternas negras mantendo suas emoções sob controle. A Black Lantern Justice League ataca o grupo. Gehenna é morto. O Atom ajuda os heróis a escaparem por uma linha telefônica. O Flash diz ao Atom e à Mera que eles são a Liga da Justiça agora. Atom e Mera se reúnem com a Sociedade da Justiça que estão lutando contra lanternas negras. O reanimado Jean Loring usa a própria tecnologia da Atom para encolher Mera, Atom e ela mesma.
Eles caem no anel Damage recentemente morto. Enquanto Mera e Atom batalham Loring dentro do anel preto, Loring revela o plano de Nekron . Deadman testemunha sua batalha e planeja resgatar Mera e Atom de Loring. Deadman salva Mera e Atom ao possuir brevemente Loring, permitindo que Mera e Atom escapem e se juntem aos heróis contra Nekron e seu exército. Fuming depois de lutar e ser quase morto por uma Maravilha sem crueldade, sem pretérito negro, uma Mera irritada é escolhida como um vice-oficial do Corpo das Lanternas vermelhas para ser mais eficaz contra as forças de Nekron. Durante a batalha, Mera é abordada mais uma vez por Aquaman, que agora tem o cadáver reanimado de seus filhos.
Aquaman tenta usar seu filho contra ela, mas Mera afirma: "Eu nunca quis crianças", e destrói a versão Black Lantern de Arthur, Jr. O poder de sua raiva impressiona mesmo Atrocitus . Ela então mostra um desejo de caçar Aquaman e destruí-lo. Mera então encontra Wonder Woman, que foi transformada em Star Sapphire por uma duplicata do anel de Carol Ferris e a ataca. Durante a luta, seus dois anéis interagem uns com os outros, a luz violeta dando a Mera uma medida de controle sobre sua nova selvageria e fornece a Mulher Maravilha uma visão sobre os motivos da raiva de Mera. Após a destruição de Nekron, Aquaman é restaurado à vida pela luz branca. A visão de Arthur vivo acalma Mera, quebrando sua conexão com o anel vermelho e fazendo com que ela entre em parada cardíaca. Carol e Saint Walker usam suas luzes combinadas para restaurar a vida, e ela se reúne lúgubre com Aquaman. 

### O Dia Mais Claro
Aquaman e Mera passaram a noite no farol da baía de amnistia, mas pela manhã, Mera encontra Arthur na doca, olhando para o mar e perguntando por que ele ressuscitou. Mera conforta seu marido e convida-o a nadar com ela, mas Arthur hesita, vendo apenas sua forma de lanterna negra refletida nele na água. Ao limpar um derramamento de óleo, ela e Aquaman são atacadas por soldados do mundo natal de Mera e levá-los é Siren, que tem uma semelhança impressionante com a própria Mera. Quando Mera afasta o marido dela, ela revela que foi enviada para matá-lo, procedendo a confessar-lhe as origens reais dele.
Ela também insinua que, apesar do exílio duradouro de seu povo, os soldados de Xebel foram inimigos do próprio Black Manta desde tempos distantes, mesmo antes da primeira aparição pública de Aquaman, e afirma que, apesar da missão original de Mera ser um "solo "Um, Siren é agora apoiado por todo o" Death Squad ", soldados da elite Xebel às ordens da princesa atuante. Mera então afirma que Siren é sua irmã mais nova. Depois de ter mostrado uma visão da Entidade , Aquaman diz a Mera que ele deve rastrear um menino adolescente com uma tatuagem de anguila .
Ao ouvir a descrição de Arthur sobre a aparência do menino, Mera parece chocada e de repente lhe diz que sabe quem é o menino. Depois, seu marido, Aquaman, começou a encontrar o próprio menino. Embora não tenha uma aparência direta, quando Atrocitus enfrentou Hal Jordan na cidade de Nova York enquanto procurava "O açougueiro", a Entidade Emocional das Lanternas vermelhas, ele cria uma construção na forma da antiga Lanterna Vermelha Mera para atacar.
Isso leva a Hal Jordan a sugerir que Atrocitus "ainda tem um" ponto doce "para a Rainha dos Mares", ao qual Atrocito proclama que ele não precisa explicar nada ao Lanterna Verde . Mais tarde, Mera chega ao lugar de Lorena Marquez pedindo ajuda. Enquanto está de frente para Aquaman, Siren parece mentir para ele quando ela lhe diz que seu Death Squad havia capturado Mera enquanto estava à procura de ajuda e que matara a própria Mera. 
Mera e Aquagirl chegam e ajudam Aquaman na batalha contra Black Manta e Siren. Mera diz a Aquaman que sua irmã mentiu sobre sua condição por razões desconhecidas. Enquanto luta, Mera usa o poder supremo da água dura para puxar Black Manta, Siren e o Death Squad de volta aos oceanos para evitar que qualquer cidadão sofra vítimas no fogo cruzado. Depois de enviar Black Manta e Siren de volta ao Triângulo das Bermudas, Aquaman aceita Mera de volta e perdoa por não lhe dizer a verdade. No entanto, ao compartilhar um beijo, a Entidade reivindica Aquaman, reduzindo-o ao que parece ser água branca, deixando Mera triste.  Depois, Aquaman é retornado e se reuniu com Mera, onde descobriu que as armas do Xebel eram efectivamente feitas de tecnologia Atlante. 

### Novos 52
Mera luta contra Black Manta. Aquaman vol. 7 # 12. Arte de Ivan Reis .
Em os novos 52 , o relançamento 2011 e retcon da linha de super-herói da DC Comics, um Aquaman muito desiludido, angustiado pela rejeição enfrentada por seus companheiros Atlantes e seus pobres em pé como um super-herói, muitas vezes ridicularizado por causa de suas falhas e menos glamoroso superpoderes, decide retornar a Amnesty Bay. Mera segue-o, ajudando seu marido a tentar encontrar um novo lugar no mundo, apesar de ser selado pela mesma reputação que o quase "inútil" aquaviário. Mostra-se que Mera tem dificuldade em se adaptar à sociedade no mundo exterior e problemas graves que controlam sua raiva. Ela também ajuda Arthur e The Others a tentar descobrir o mistério por trás do naufrágio da Atlântida e lutas contra Black Manta, que tenta obter os antigos artefatos da Atlântida. 
Seguindo o enredo do Trono da Atlântida , Mera é abordada pela força policial para prendê-la novamente por agressão violenta após uma explosão de temperamento na cidade. Mera e os policiais discutem as virtudes cívicas e ela é confrontada pelo oficial Watson (que conheceu Aquaman quando estavam na escola) que argumenta com ela e diz-lhe para deixar de ser hostil. Ela também diz a ela que ela precisa respeitar a lei e a sociedade na superfície. Como Mera concede, ela e os policiais são atacados com a tempestade de inverno pelo rei morto que exige que ela o guie no local de Xebel . O Dead King arrasa Mera para o Triângulo das Bermudas e abre a barreira Xebel, mas Mera consegue escapar do Dead King. Quando Mera volta à sua casa anterior de Xebel para avisá-los, revela-se que ela estava noiva com Nereus, que é o atual rei de Xebel.
Ele pergunta a Mera: "Onde diabos você esteve?". Nereus está irritado quando descobre que Mera está do lado da Atlântida e do amante de Aquaman. Mera e Nereus estão congelados em gelo pelo Dead King. Aquaman chega para libertar Mera e confronta o Rei Morto, que acaba por ser o primeiro rei da Atlântida que planeja governar os Sete Mares mais uma vez. Durante a luta, Mera libera soldados de Nereus e Xebel para ajudar Aquaman contra o Rei dos Mortos, mas os soldados de Nereus e Xebel estão se curvando do Rei Morto, alegando que ele é o verdadeiro rei dos Sete Mares. 
Quando Mera e Aquaman escapam dos soldados Xebel e chegam à Atlântida, está sob ataque da Scavenger e de seus homens. Aquaman diz a Atlantean que recupere usando sua força física para convocar o Kraken que atacou os homens de Scavenger. No entanto, Aquaman é inconsciente quando chegam os soldados Dead King e Xebel. Aquaman revive com Vulko no mundo da superfície, mas Vulko revela-lhe que ele esteve coma por seis meses. Aquaman pergunta o que aconteceu com Mera após seis meses; Vulko disse que viu Mera estava de frente para o Rei dos Mortos. 
Mais tarde, Mera é preso pelo rei morto e os soldados Xebel estão controlando a Atlântida. Mera se recusa a casar com Nereus e adverte que ela vai matá-lo se ela for libertada. Aquaman chega para libertar Mera e os Atlantes, e eles lutam contra os soldados do rei morto e Xebel. Quando o rei morto é destruído, os soldados de Nereus e Xebel se retiram, e Mera se reúne com Aquaman e decide permanecer na Atlântida. [43]

### DC Renascimento
Mera junta-se à Liga da Justiça na edição 24, depois que Aquaman é retirado do trono.
Mera está programado para estrelar uma série limitada a partir de fevereiro de 2018

## Poderes e Habilidades
- Fisiologia Xebeliana : Devido às gerações de viver sob o mar, os Atlantes evoluíram através de magia para respirar debaixo d'água e ser muito superiores aos humanos normais.
- Adaptação Subaquática : Ela pode funcionar normalmente debaixo d'água e é capaz de suportar altas pressões e temperaturas extremas do fundo, como todos os Xebelianos. Ela pode respirar tanto em terra como debaixo d'água.
- Durabilidade Sobre-Humana / Invulnerabilidade : A durabilidade de Mera e eficaz, especialmente contra danos bruscos, mas ela não é invulnerável. Ela pode suportar mais dano do que seres humanos normais e foi capaz de suporta danos da Mulher Maravilha possuída. Ela também é resistente a ataques de energia, como as descargas elétricas da Arraia Negra. Seu traje blindado melhora ainda mais sua durabilidade.
- Agilidade Sobre-Humana: Mera possui naturalmente maior agilidade, flexibilidade, destreza, equilíbrio e coordenação motora que um corpo de ser humano.
- Reflexos Sobre-Humanos : Como os reflexos de Mera da Atlântida são muito mais rápidos que os humanos comuns. Mera foi capaz de desviar um raio à queima-roupa, o que significa que ela pode processar eventos que acontecem a 220.000.000 de milhas por hora e reagir de acordo com eles. Tornando ela bastante ágil contra ataques de inimigos.
- Vigor Sobre-Humano: A musculatura de Mera, produz menos toxinas de fadiga durante toda atividade física do que a musculatura de um ser humano. Ela pode exercer com máximo esforço em um tempo indefinido de tempo. Já que ela pode entrar em duelo com a Mulher Maravilha.
- Velocidade Sobre-Humana / Super-Nado : Mera pode nadar muito mais rápido do que os Atlantes ou Xebelianos. Sua natação é impulsionada por seu nível avançado de manipulação de água. Ela está no nível de Aquaman, o que a tornaria um dos nadadores mais rápidos do universo DC. Sua velocidade máxima ainda e desconhecida. Enquanto em Superfície, ela pode correr e se mover em velocidades excepcionalmente altas.
- Super-Força : As greves de Mera batem como maremotos. Ao lutar contra a Trincheira, ela mostrou que ela poderia quebrar crânios subre-humanos de criaturas da trincheira com apenas uma única greve. Enquanto estava acima da água, ela conseguiu encaixar o braço de um homem apenas adicionando alguma pressão sobre ele. Ela já foi capaz de enviar Superman para longe com somente um soco, ela também é dita ser quase tão forte quanto a Mulher Maravilha.
- Super-Salto : Mera, como Aquaman, pode pular grandes distâncias, tanto na terra quanto fora da água. Sua capacidade pode ser impulsionada pelo controle de água. Ela pode saltar tão alto que parece estar voando e embarcou em um avião no meio do vôo.
- Imortalidade: Mera é imortal e tem uma vida útil prolongada que permite que ela exista indefinidamente. Ela não envelhece, murcha ou se degrada.
- Fator de Cura Regenegativo : Apesar da sua grande durabilidade é possível ferir Mera. No entanto seu metabolismo permite que ela regenere corporal danificado com maior velocidade e eficiência sobre-humana principalmente em contato com a água, ela pode se curar mais rapidamente ainda.
- Sentidos Aprimorados / Consciência Marítima / Audição-Sonar / Empatia Marinha : Mera mostrou a capacidade de ver, ouvir ou conversar normalmente, mesmo no fundo do oceano. Ela também pode sentir a água, com muita esforço mera e capaz de sentir as emoções de criaturas marinhas.
- Telepatia / Comunicação Telepatica : Mera possui um grau limitado de telepatia, o que lhe permite se comunicar com outros seres Atlantes. Ao contrário de Aquaman no entanto, a Mera não pode usar essa habilidade para se comunicar com a vida marinha de menor ordem.
- Magia Xebeliana / Conjuração de Feitiços : Em algumas ocasiões mera foi capaz de manifestar mágia através de artefatos mágicos, e também e capaz de conjurar alguns feitiços Xebelianos.
- Viagem Dimensional : Mera tem a capacidade de viajar entre o mundo nativo da Dimension Aqua e o reino da Terra. Sua aptidão com esse poder nem sempre foi consistente, e houve ocasiões em que Mera foi forçada a encontrar um recurso alternativo para atravessar as barreiras.
- Hidrocinese / Hidrocinese Molécula / Construtos de Água Dura / Manipulação da Densidade da Água : Mera possui hidrocinese (controle de água) como todos os Xebelians, mas seu poder está num grau maior do que as outras. Ela pode manipular a água em qualquer forma como escudos ou armas de corpo a corpo. Seu uso mais conhecido de seu poder de solidificar a água no que se chama "Água dura". Ela pode usar seu poder de Água Dura para se mover em água sólida, formar escudos, armas ou explosões concussivas, sua hidrocinese e tão poderosa que ela pode fazer maremotos, tsunamis ou inundar cidades inteiras, em algumas ocasiões sua hidrocinese chegou a nível molecular, ela também pode manipular a água no estado de vapor, ela e capaz também de mudar a densidade da água deixando ela tão dura quando metal.
- Desidratação / Campos de Força Hidrocineticos / Dregangem da Força Vital / Evaporação líquida : Ela também pode manipular a água em órgãos de outras pessoas para múltiplos efeitos, como a desidratação, com sua hidrocinese mera pode criar campos de força, quando mera usa sua hidrocinese ela é capaz de drenar todo a força vital de um corpo, mera também é capaz de drenar todo o líquido ao seu redor.
- Toxicinese : Quando afogamento alterou mera em um híbrido Água Morta, ela ganhou a capacidade de transmutar a água em veneno debilitante que poderia até mesmo desorientar Aquaman.
- Criocinese / Construtos de Gelo : Mera e capaz de congelar as águas para usar como armas, mas ela usa essa habilidade em poucas ocasiões.
- Vôo : Através da sua hidrocinesia mera e capaz de usar suas construções de água para voar.

### Habilidades
- Especialista Assassina : Mera é uma notaria especialista na área de assassinato, ela foi treinada desde em tenra por seu pai, o Rei de Xebel para matar o Rei da Atlântida.
- Mestre Combatente: Mera tendo sido treinada, pelo seu pai Ryus é uma guerreira imensamente formidável e feroz em ambos combate armados e combate corpo-a-corpo. Ela foi capaz de lutar contra a com a Mulher Maravilha, bem como derrotar o monstros da Trincheiras, mantendo-se contra o Superman com a ajuda do Aquaman, ela combateu o Arraia Negra a um impasse,  e superou o Mestre do Oceano em combate apesar de estar em um estado enfraquecido.
- Especialista Líder: Mera foi considerada uma líder grande o suficiente pelos Anciões da Atlântida que ela foi escolhida para governar a nação após a queda de Corum Rath.
- Decepção: Mera foi treinada na arte do engano para matar Aquaman, principalmente quando se apaixonou por Mera ainda conseguiu esconder suas verdadeiras origens facilmente.

## Em outras mídias

### Televisão
- Mera apareceu na década de 1960, na série de televisão The Superman/Aquaman Hour of Adventure, dublada originalmente por Diane Maddox. A narração de abertura a descreve como "uma mulher atlante".
- Mera apareceu na série animada da Liga da Justiça de 2001, dublada originalmente por Kristin Bauer. Suas origens não são elaboradas, nem é mostrado para ter a capacidade de forjar estruturas de água dura como nos quadrinhos, então ela é presumivelmente uma atlante comum. Ela aparece em "Inimigos Submarinos", "O Terror do Além" e "No Além" (participando do funeral de Superman com seu marido). O design de Bruce Timm para Mera é inspirado em sua aparência dos quadrinhos na Era de Prata, mas adiciona toques elegantes de realeza, como jóias de ouro e um tecido verde transparente.
- Mera aparece em Batman: The Brave and the Bold, expressada por Sirena Irwin. Ela fez uma breve participação como parte da família real da Atlântida
- A atriz Elena Satine interpretou Mera em um episódio da última temporada de Smallville. Nesta encarnação, ela mais uma vez era esposa de Aquaman.[4]
- Mera aparece no episódio "Downtime" da série Young Justice, dublada originalmente por Kath Soucie. Ela é a esposa de Aquaman e a rainha de Atlântida. Ela também é mostrada como instrutora no Conservatório de Feitiço. Durante o ataque de Arraia Negra ao palácio, ela mostrou ser capaz de forjar construções animadas de água dura. Ela também possui marcas na pele semelhantes às de Aqualad, embora ela tome a forma dos tentáculos de um polvo e só seja visível ao usar seu poder total. Também é revelado que ela está grávida de Aquaman.

### Filme

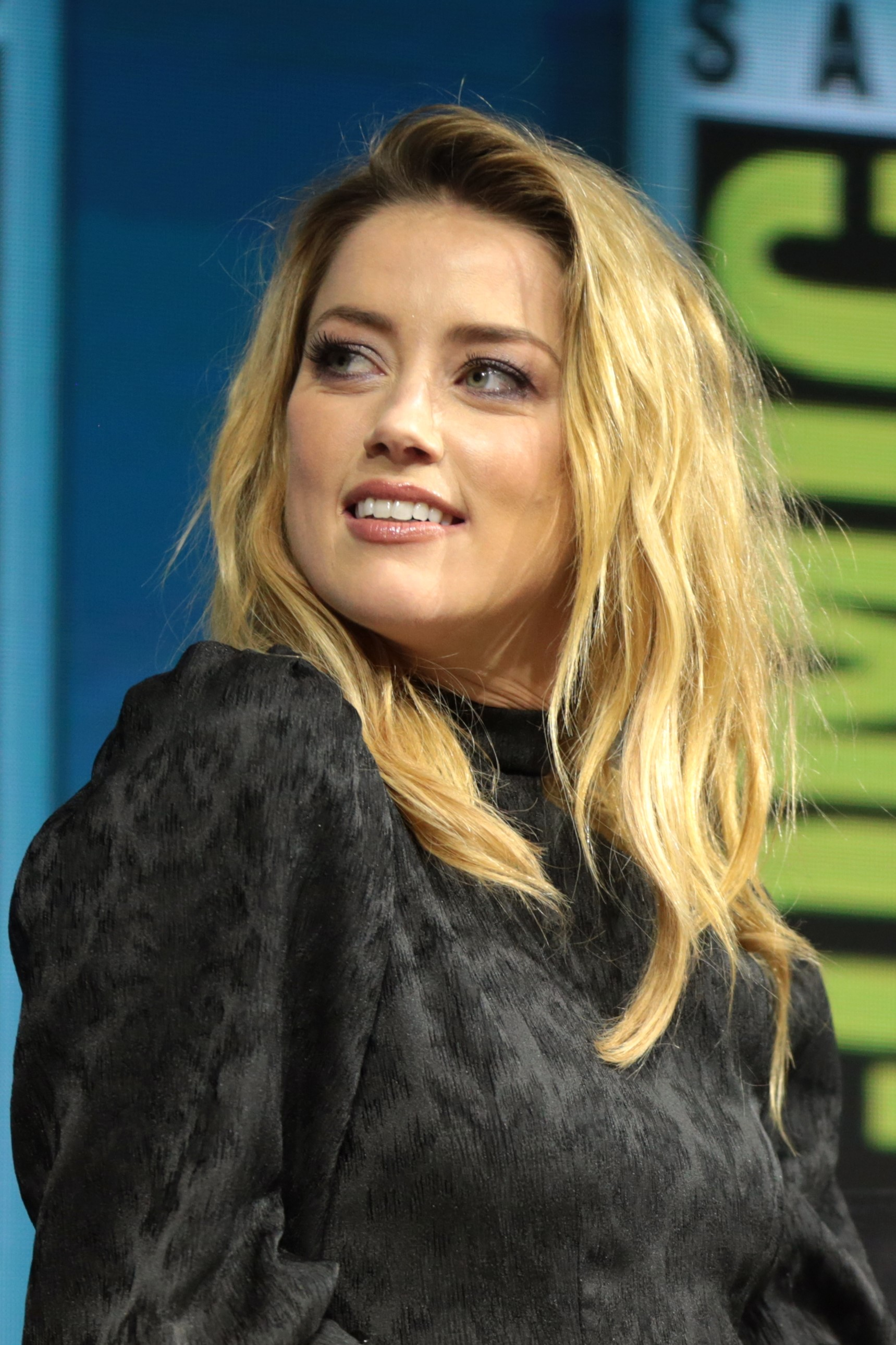
Amber Heard interpreta Mera em Aquaman

#### Universo Estendido da DC
No Universo Estendido da DC, Mera é  interpretada por Amber Heard. A personagem fez breve participação em Liga da Justiça (2017), onde ela conversava com Aquaman, seu futuro interesse amoroso interpretado por Jason Momoa. No filme solo do Aquaman, lançado em 2018, ela é uma das personagens principais, mostrada como princesa do reino de Xebel, única filha do rei Nereus e noiva do rei de Atlântida Orm, porém desejando se livrar dele por causa de seu gênio maligno e planos de atacar o povo da superfície. Mera é retratada como uma valente guerreira e feiticeira.

#### Animação
- Mera aparece brevemente no filme de animação Justice League: The Flashpoint Paradox, durante um cena de flashback nessa linha de tempo alternativa, sendo assassinada durante uma luta com a Mulher-Maravilha., a quem Mera culpa pela sedução à seu marido, Arthur. A morte dela é usada como motivação para que Aquaman afunde a maior parte da Europa e declare Guerra contras as Amazonas.
- Mera aparece também como um dos personagens principais de Justice League: Throne of Atlantis, dublada originalmente por Sumalee Montano. Na ocasião, ela é uma atlante e membro da guarda real da Rainha de Atlântida. No filme, ele desempenha um papel fundamental na localização e salvação de Arthur Curry de seu meio-irmão, Orm. Mera torna-se então o interesse amoroso de Arthur, e sua rainha no final.

### Jogos eletrônicos
- Mera aparece como um dos personagens para uso em Lego Batman 3: Beyond Gotham.